# Six Feet Under (serie de televisión)

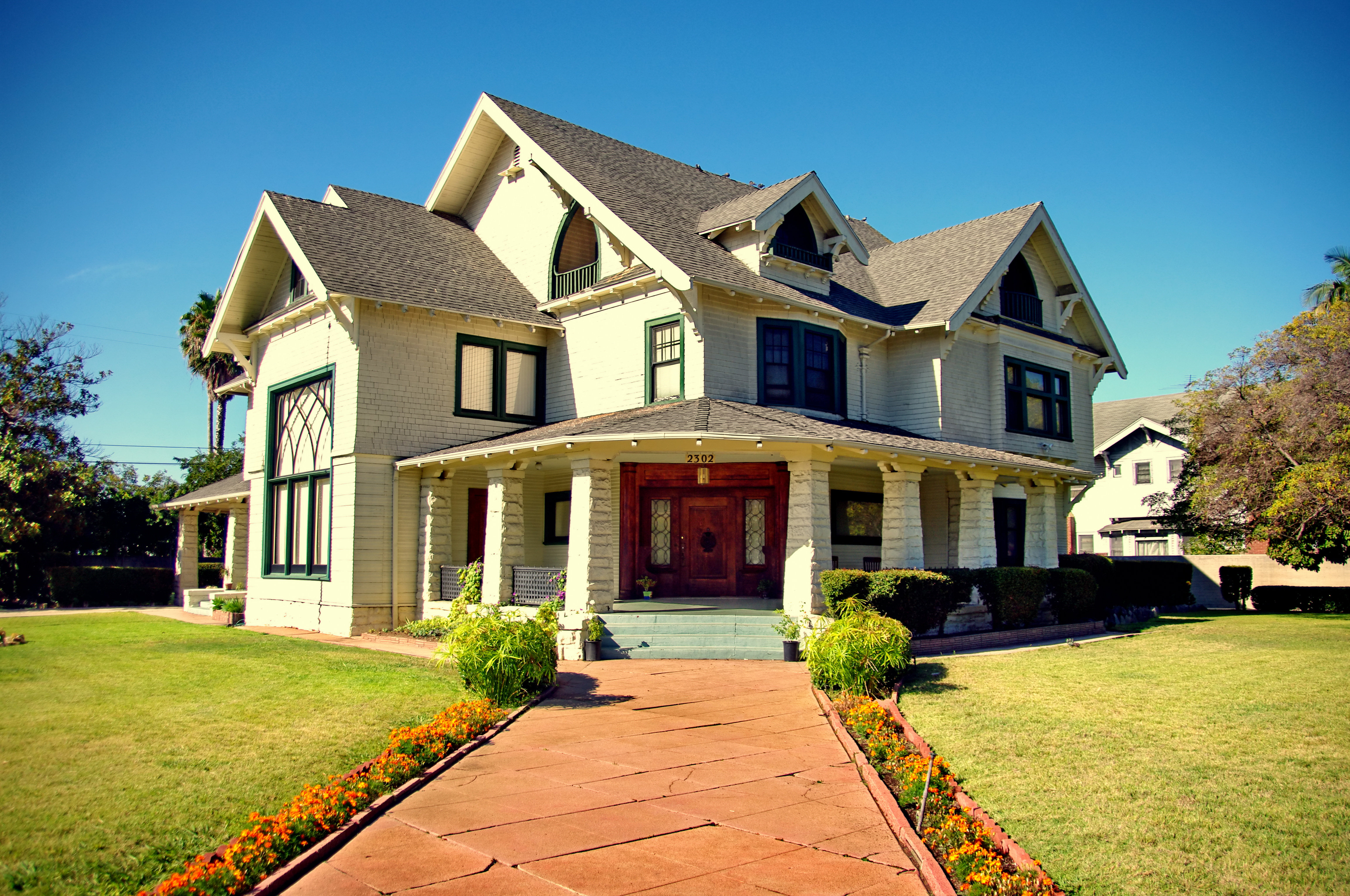
Casa de la familia Fisher en la serie de televisión Six Feet Under.

Six Feet Under (A dos metros bajo tierra en España, Seis pies bajo tierra en Hispanoamérica) es una serie de televisión estadounidense creada, escrita y producida por Alan Ball y transmitida originalmente desde el 3 de junio de 2001 hasta el 21 de agosto de 2005 por la cadena HBO. Consta de 63 episodios, de unos 55 minutos cada uno, agrupados en cinco temporadas y sigue a los Fisher, una familia que posee y dirige una empresa funeraria. 
El drama conjunto está protagonizado por Peter Krause, Michael C. Hall, Frances Conroy, Lauren Ambrose, Freddy Rodríguez, Mathew St. Patrick y Rachel Griffiths en los papeles centrales. Fue producida por Actual Size Films y The Greenblatt/Janollari Studio, y se rodó en locaciones de Los Ángeles y en estudios de Hollywood.
Es reconocida por los críticos como una de las mejores series de la historia de la televisión, de la misma forma que su final ha sido ampliamente considerado como uno de los mejores capítulos finales de una serie de televisión. Fue nombrada en tercer lugar por la revista Cinemanía en su lista de "Las 50 mejores series de televisión del siglo XXI". También apareció en la lista de las cien mejores series publicada por la revista Time y en la lista de las "Mejores 50 series de televisión" por la revista Empire. En el año 2013, el Sindicato de Guionistas de Estados Unidos posicionó a la serie en el puesto 18 de la lista de "Las 101 series mejor escritas de la historia de la televisión".[cita requerida]

## Trama
El programa narra la vida cotidiana de la familia Fisher y está protagonizado por Peter Krause como Nate Fisher, cuyo padre, director de funeraria (Richard Jenkins), muere y lega la propiedad de "Fisher & Sons Funeral Home" a Nate y su otro hijo, David (Michael C. Hall). La familia Fisher también incluye a la viuda Ruth Fisher (Frances Conroy) y su hija Claire Fisher (Lauren Ambrose). Otros personajes recurrentes incluyen al compañero de trabajo y amigo de la familia Federico Díaz (Freddy Rodríguez), la novia intermitente de Nate, Brenda Chenowith (Rachel Griffiths), y el novio de David desde hace mucho tiempo, Keith Charles (Mathew St. Patrick).
En un nivel, el programa es un drama familiar convencional, que trata temas como las relaciones interpersonales, la disfunción, la infidelidad, el crecimiento personal y la religión. Al mismo tiempo, se distingue por centrarse en el tema de la muerte, que explora a nivel personal, religioso y filosófico. Cada episodio comienza con una muerte, cuya causa va desde un infarto hasta un asesinato, pasando por una muerte accidental o el síndrome de muerte súbita del lactante. Esa muerte suele marcar el tono temático de cada episodio, permitiendo a los personajes reflexionar sobre sus fortunas y desgracias actuales de una manera iluminada por la muerte y sus consecuencias. El programa también utiliza frecuentemente el humor negro y el surrealismo a lo largo de sus temporadas.
Un recurso argumental recurrente consiste en un personaje que mantiene una conversación imaginaria con el difunto; por ejemplo, Nate, David y Federico a veces "conversan" con el difunto al comienzo del episodio, mientras se embalsama el cadáver, o durante la planificación del funeral o el funeral mismo. A veces, los personajes conversan con otros personajes fallecidos, en particular Nathaniel Fisher Sr (el padre de los Fisher). El creador del programa, Alan Ball, dijo que esto representa los diálogos internos de los personajes vivos expresados en forma de conversaciones externas.

## Producción

### Concepto
Aunque las tramas y los personajes generales fueron creados por Alan Ball, los informes entran en conflicto sobre cómo se concibió la serie. En un caso, Ball declaró que se le ocurrió la premisa del programa después de la muerte de su hermana y su padre. Sin embargo, en una entrevista sobre la colección de DVD de la serie,  insinuó que la presidenta de entretenimiento de HBO, Carolyn Strauss, le había propuesto la idea. En una demanda por infracción de derechos de autor,  la guionista Gwen O'Donnell afirmó que ella era la fuente original de la idea que luego pasó de Strauss a Ball; el Tribunal de Apelaciones del Noveno Circuito de Estados Unidos, partiendo del supuesto de que esta afirmación era cierta, rechazó su reclamación.

La transmisión en una red de cable premium permitió que la serie explorara temas más oscuros de lo que hubiera sido posible en otras redes. Ball declaró en una entrevista: 
Cuando fui a HBO y leyeron mi primer borrador y Carolyn Strauss dijo: 'Sabes, esto es realmente bueno'. Amo a estos personajes, amo estas situaciones, pero se siente un poco seguro. ¿Podrías hacerlo un poco más jodido? Lo cual no es una nota que recibas muy a menudo en Hollywood. Y pensé: '¡Guau!' Y eso me dio libertad para profundizar un poco más, oscurecer un poco, complicar un poco más.

### Temas
La serie se enfoca en la mortalidad humana, y en las vidas de aquellas personas que tienen que lidiar con ella diariamente. Discutiendo el concepto de la serie, Alan Ball se hace las preguntas más importantes que el episodio piloto plantea:

¿Quiénes son estas personas...estos directores de casas funerarias que contratamos para que enfrenten a la muerte por nosotros? ¿Cómo eso afecta sus vidas, el crecer en un hogar donde hay cadáveres en el sótano, el ser un niño e ir junto a tu padre que está trabajando por un cuerpo abierto encima de una mesa? ¿Cómo te afectaría eso a ti?

Six Feet Under presenta a la familia Fisher como una base sobre la cual explorar estas preguntas. A través de sus 63 episodios en 5 temporadas, los personajes principales experimentan crisis que están en directa relación con el ambiente y el dolor que experimentan. Alan Ball reflexiona sobre estas experiencias y la elección del nombre de la serie:

Six Feet Under se refiere no solo a ser enterrado como un cadáver, sino a aquellas emociones y sentimientos que se mueven bajo la superficie. Cuando uno se encuentra rodeado de muerte, para hacer contrapeso a esto, hay necesidad de cierta intensidad en la experiencia, en la pulsión de escapar. Es el caso de Nate siendo mujeriego, es el caso de Claire y su experimentación sexual, es Brenda y su compulsión sexual, es David teniendo sexo en público con un prostituto, es Ruth teniendo varias aventuras amorosas -es la fuerza de vida que trata de abrirse paso a través de todo ese sufrimiento, dolor y depresión.

Algunos detalles interesantes: Las escenas principales culminan generalmente con fundidos en blanco, lo que podría querer asociarse con la presencia de la muerte como tema general de la serie. Por otro lado, en algunos capítulos, aparecen spots publicitarios de productos asociados a la cultura funeraria que luego son mencionados en el guion. El coche fúnebre de Claire, pintado de color verde agua es una nota irónica que acompaña al personaje en su búsqueda de destino.
La crítica cultural Sally Munt comentó: "uno podría arriesgarse a decir que [el programa] tiene una interpretación extraña o extraña de las posiciones y relaciones de clase".  New York opinó que el programa "evitó cuidadosamente el moralismo", pero hubo momentos en los que "se sintió como un mensaje" de que "la muerte tiene un momento terrible" y también podría ser un "regalo kármico" para algunos.  El creador Alan Ball refutó esta afirmación afirmando que no había ningún mensaje en la historia, sino sólo un reconocimiento de que la muerte llega en medio de "cosas desordenadas" y no espera a que ordenemos nuestras vidas. 

### Rodaje
Los exteriores de la casa de Fisher se rodaron en 2302 West 25th Street y la intersección de Arlington Avenue, en el barrio West Adams de Los Ángeles. 

## Elenco y personajes

### Principales
- Peter Krause como Nathaniel "Nate" Fisher Jr.: El hijo mayor de Nathaniel y Ruth, co-operador de Fisher & Sons, está enamorado de Brenda
- Michael C. Hall como David Fisher: El segundo hijo de Ruth y Nathaniel, co-operador de Fisher & Sons, está enamorado de Keith.
- Frances Conroy como Ruth Fisher: La matriarca de la familia Fisher.
- Lauren Ambrose como Claire Fisher: La rebelde hija menor de Ruth y Nathaniel, artista de la familia.
- Freddy Rodríguez como Federico Díaz: Cooperador y embalsamador en Fisher & Sons con Nate y David, el marido de Vanessa.
- Mathew St. Patrick como Keith Charles: Un policía de Los Ángeles, novio de David.
- Rachel Griffiths como Brenda Chenowith: La hija mayor de Margaret y Bernard Chenowith, hermana de Billy, compañera-amante de Nate.

### Personajes secundarios
- Nathaniel Fisher Sr. (Richard Jenkins) - Patriarca de la familia Fisher y propietario de Fisher & Sons, antes de su muerte en un accidente automovilístico en el 2000. Esposo de Ruth, padre de Nate, David y Claire.
- Billy Chenowith (Jeremy Sisto) - Hermano menor de Brenda, quien tiene trastorno bipolar, hijo de Margaret y Bernard Chenowith.
- Vanessa Díaz (Justina Machado) - Enfermera, esposa de Federico.
- Margaret Chenowith (Joanna Cassidy) - Psicóloga, madre de Brenda y Billy, esposa de Bernard.
- Lisa Kimmel Fisher (Lili Taylor) - Antigua novia y compañera de cuarto de Nate en Seattle, más tarde se convertiría en su esposa.
- Sarah O'Connor (Patricia Clarkson) - Hermana menor de Ruth Fisher, con quien retoma el contacto tras años sin hablarse.
- George Sibley (James Cromwell) - Geólogo/profesor, segundo esposo de Ruth.
- Padre Jack (Tim Maculan) - Sacerdote de la iglesia de la familia Fisher.
- Bettina (Kathy Bates) - Personaje encargado del cuidado de Sarah durante su rehabilitación y mejor amiga de Ruth.
- Nikolai (Ed O'Ross) - Dueño de la floristería donde trabaja Ruth. Fue también su pareja.
- Arthur Martin (Rainn Wilson) - Asistente de Federico en la funeraria que enamora a Ruth.

## Doblaje
| Personaje                  | Actor para Hispanoamérica (Versión no HBO) | Actor para Hispanoamérica (Versión HBO) | Actor para España         |
| -------------------------- | ------------------------------------------ | --------------------------------------- | ------------------------- |
| Nathaniel Fisher (hijo)    | René García                                | Mario Castañeda                         | Miguel Ángel Montero      |
| Claire Fisher              | Patricia Acevedo                           | Marina Huerta                           | Sandra Jara               |
| David Fisher               | Eduardo Garza                              | Adrián Fogarty                          | Iván Jara                 |
| Ruth Fisher                | Magda Giner                                | Nancy McKenzie                          | Luisa Ezquerra            |
| Brenda Chennoweth          | Norma Echavarría                           | Rebeca Manríquez                        | Gloria Núñez              |
| Billy Chennoweth           | Carlos Hugo Hidalgo                        |                                         | Jorge Saudinós            |
| Keith Charles              | Salvador Delgado                           | Roberto Mendiola                        | Eduardo Bosch             |
| Federico Díaz              | Benjamín Rivera                            | Gabriel Gama                            | Adolfo Moreno             |
| Vanessa Díaz               |                                            | Adriana Casas                           | Miriam Valencia           |
| Nathaniel Fisher (padre)   |                                            | Eduardo Liñán                           | Víctor Valverde           |
| Lisa Kimmel                | Carola Vázquez                             | Rocío Mallo                             | María Antonia Rodríguez   |
| Mitzi Huntlye (t2, cap. 2) |                                            | Rebeca Patiño                           | Isabel Fernández Abanthay |
| Kurt                       | José Luis Reza                             |                                         |                           |
| Jordan                     | Humberto Solórzano                         |                                         |                           |
| Margaret Chennoweth        | Yolanda Vidal                              |                                         | Conchita Núñez            |
| Nicolai                    | César Arias                                |                                         | Antonio Esquivias         |
| Taylor (temp. 2)           |                                            | Alondra Hidalgo                         | Pilar González Aguado     |
| Madre de Keith (temp. 2)   |                                            | Patricia Quintero                       |                           |
| Carla (temp. 2)            | Anabel Méndez                              | María Teresa Aviña                      |                           |

## Episodios
| Temporada | Temporada | Episodios | Episodios | Emisión original    | Emisión original         |
| Temporada | Temporada | Episodios | Episodios | Primera emisión     | Última emisión           |
| --------- | --------- | --------- | --------- | ------------------- | ------------------------ |
|           | 1         | 13        | 13        | 3 de junio de 2001  | 19 de agosto de 2001     |
|           | 2         | 13        | 13        | 3 de marzo de 2002  | 2 de junio de 2002       |
|           | 3         | 13        | 13        | 2 de marzo de 2003  | 1 de junio de 2003       |
|           | 4         | 12        | 12        | 13 de junio de 2004 | 12 de septiembre de 2004 |
|           | 5         | 12        | 12        | 6 de junio de 2005  | 21 de agosto de 2005     |

## Banda sonora
El tema principal de la serie, compuesto por Thomas Newman, obtuvo el Premio Emmy a la Mejor composición musical en una serie y dos Premios Grammy en 2003 en la categoría de Mejor composición instrumental escrita para una película, televisión u otro medio visual.[cita requerida]
De la banda sonora de la serie se lanzaron dos discos con música que aparecía en la serie:
- Six Feet Under, 2002
- Six Feet Under, Vol. 2: Everything Ends, 2005

## Recepción

### Respuesta crítica
Six Feet Under recibió elogios generalizados de la crítica, particularmente por su escritura y actuación. Es ampliamente considerada como una de las mejores series de televisión de todos los tiempos, incluida en las listas de las mejores de Time,  The Guardian,  y Empire.  El final del programa también ha sido descrito como uno de los mejores finales de series de televisión.  El Writers Guild of America la clasificó en el puesto 18 en su lista de las 101 series de televisión mejor escritas. 
Six Feet Under recibió elogios de la crítica durante la mayor parte de su carrera, con la excepción de la cuarta temporada, que recibió críticas más mixtas. La primera temporada tiene una calificación de 74 sobre 100 en Metacritic según 23 reseñas.  Las primeras críticas de la serie fueron positivas, antes de la proyección del episodio piloto; Steve Oxman de Variety declaró: "Six Feet Under es una pieza conjunto inteligente, inquietante y fantasiosa basada en personajes sobre una familia en el negocio funerario".  Tras el estreno de la serie, Barry Garron de The Hollywood Reporter comentó que el "examen de la vida familiar a través del prisma de un negocio mortuorio" de la serie combina el humor sardónico con un drama conmovedor y presenta un tono y estilo únicos, en sí mismo. "Todo un logro para cualquier serie de televisión. Es intrépida en su enfoque de la narración y, la mayoría de las veces, tiene éxito en los riesgos que asume" y "hay mucho que admirar en esta serie, incluidas actuaciones de primer nivel, una dirección ingeniosa y narración creativa que emplea diversas técnicas, incluidas secuencias de sueños y comerciales de parodia. Sin embargo, lo mejor de todo es la introspección de Ball y la visión que brinda sobre la sociedad, la industria funeraria y las relaciones familiares.
Bill Carter de The New York Times escribió: "Six Feet Under ciertamente recibió críticas entusiastas, comentarios casi universalmente entusiastas sobre las ricas caracterizaciones y el humor peculiar moldeado por el célebre creador del programa, Alan Ball, el escritor ganador del Premio de la Academia de la película American Beauty".  En una respuesta temprana del ejecutivo de HBO Chris Albrecht, anunció con respecto a los espectadores que están "totalmente emocionados con la serie". 
En Rotten Tomatoes, la primera temporada tiene un índice de aprobación del 90% con una puntuación promedio de 8/10 basada en 39 reseñas, con un consenso crítico de "El entorno inusual de Six Feet Under proporciona un telón de fondo perfecto para las macabras meditaciones sobre la mortalidad hecho por su elenco brillante y melancólico".  La segunda temporada tiene un índice de aprobación del 79% con una puntuación promedio de 9,33/10 basada en 14 reseñas, con un consenso crítico de: "La segunda temporada de Six Feet Under, con un ritmo deliberado, es menos entrañable que la primera, pero la Un conjunto atractivo sigue siendo motivo suficiente para verlo".  La tercera temporada tiene un índice de aprobación del 90% con una puntuación promedio de 7,56/10 basada en 20 reseñas, con un consenso crítico de "La tercera temporada de Six Feet Under reduce la comedia a favor de narrativas más espeluznantes: un desafío que su elenco está más que a la altura".  La cuarta temporada tiene un índice de aprobación del 50% con una puntuación promedio de 5,58/10 basada en 10 reseñas, con un consenso crítico de "Six Feet Under se extralimita en su cuarta temporada, con giros y arcos argumentales que se sienten más artificiales y más que convincente, aunque su voluntad de aventurarse audazmente en la oscuridad también resulta en ocasiones estimulante".  La quinta temporada tiene un índice de aprobación del 97% con una puntuación promedio de 8,86/10 basada en 37 reseñas, con un consenso crítico de "Six Feet Under ofrece un final apropiado para los Fisher al concluir la forma en que comenzó: un reflexiones inesperadamente hermosas sobre la vida, la muerte y el dolor".
El final de la serie se considera uno de los mejores finales en la historia de la televisión. En una entrevista de 2015 con Alan Ball, Peter Krause, Michael C. Hall y Lauren Ambrose para The Hollywood Reporter, para conmemorar los 10 años del final del programa, lo describieron como el "final que no moriría". Megan Vick de The Hollywood Reporter dijo: "La idea de avanzar para representar cómo fallecería cada miembro de los Fisher y sus seres queridos parecía revolucionaria en 2005, pero Ball, quien creó la serie y escribiría y dirigiría su episodio final, usa otra palabra para describirlo: inevitable. 

## Premios

### Emmy
- Mejor director de serie dramática - Alan Ball (2002)
- Mejor casting de serie dramática (2002)
- Mejor tema musical - Thomas Newman (2002)
- Mejor actriz invitada en serie dramática - Patricia Clarkson (2002)
- Mejor casting de serie dramática (2003)
- Mejor actriz invitada en serie dramática - Patricia Clarkson (2006)

### Globo de Oro
- Mejor actriz de reparto - Rachel Griffiths (2002)
- Mejor serie – Drama - Six Feet Under (2002)
- Mejor actriz principal en serie dramática - Frances Conroy (2004)

## Emisión internacional
En España la emitió La 2 y el canal de cable Fox. Se han emitido las cinco temporadas en La 2 de TVE. En España, la productora Warner Home Video ha editado y puesto a la venta las cinco temporadas de la serie en formato DVD.
En el 2005 la transmitió el canal cinco de Televisa en México pero solamente su segunda temporada y en horario nocturno. Durante el 2009, inició su retransmisión en México (en sistema abierto, en esa ocasión, sin censura) a través de Cadenatres (canal 28).
En 2009 fue transmitida completa para Latinoamérica por el canal I.Sat. En 2012 estuvo siendo retransmitida por el ahora canal de cable básico Cinemax.